# Schatki (Nischni Nowgorod)
Schatki (russisch Шатки́) ist eine Siedlung städtischen Typs in der Oblast Nischni Nowgorod in Russland mit 9652 Einwohnern (Stand 14. Oktober 2010).

## Geographie

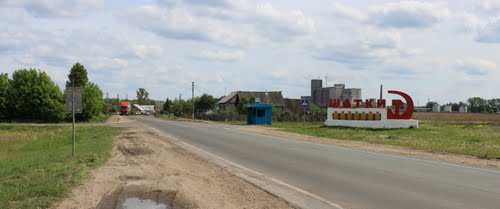
Einfahrt nach Schatki

Der Ort liegt etwa 130 km Luftlinie südlich des Oblastverwaltungszentrums Nischni Nowgorod. Er befindet sich am linken Ufer des rechten Oka-Nebenflusses Tjoscha.
Schatki ist Verwaltungszentrum des Rajons Schatkowski sowie Sitz der Stadtgemeinde (gorodskoje posselenije) Rabotschi Possjolok Schatki, zu der außerdem die Siedlung Pokrowka (3 km südwestlich der Ortsmitte) gehört.

## Geschichte
Der Ort ist seit 1583 bekannt, als es im Zusammenhang mit einer der russischen Verhaulinien als Schatkowskije Worota genannt wurde. In Folge entwickelte er sich zu einem größeren Dorf mit Bedeutung für den regionalen Handel.
Am 10. Juni 1929 wurde Schatki Verwaltungssitz des neu geschaffenen, nach ihm benannten Rajons. Am 7. März 1962 erhielt es den Status einer Siedlung städtischen Typs.

### Bevölkerungsentwicklung
| Jahr | Einwohner |
| ---- | --------- |
| 1939 | 3363      |
| 1959 | 4847      |
| 1970 | 5592      |
| 1979 | 7934      |
| 1989 | 9469      |
| 2002 | 9879      |
| 2010 | 9652      |

Anmerkung: Volkszählungsdaten

## Verkehr
Schatki besitzt einen Bahnhof bei Kilometer 198 der 1901 eröffneten Eisenbahnstrecke (Rusajewka –) Krasny Usel – Arsamas – Nischni Nowgorod. Dort zweigt eine 1964 eröffnete Nebenstrecke in die 40 km südwestlich gelegene Kleinstadt Perwomaisk ab (per Bahn 55 km, mit Anschlussstrecke zur geschlossenen Stadt Sarow).
Durch die Siedlung verläuft die föderale Fernstraße R158 Nischni Nowgorod – Saransk – Pensa – Saratow.